# جويس جيبكيروي

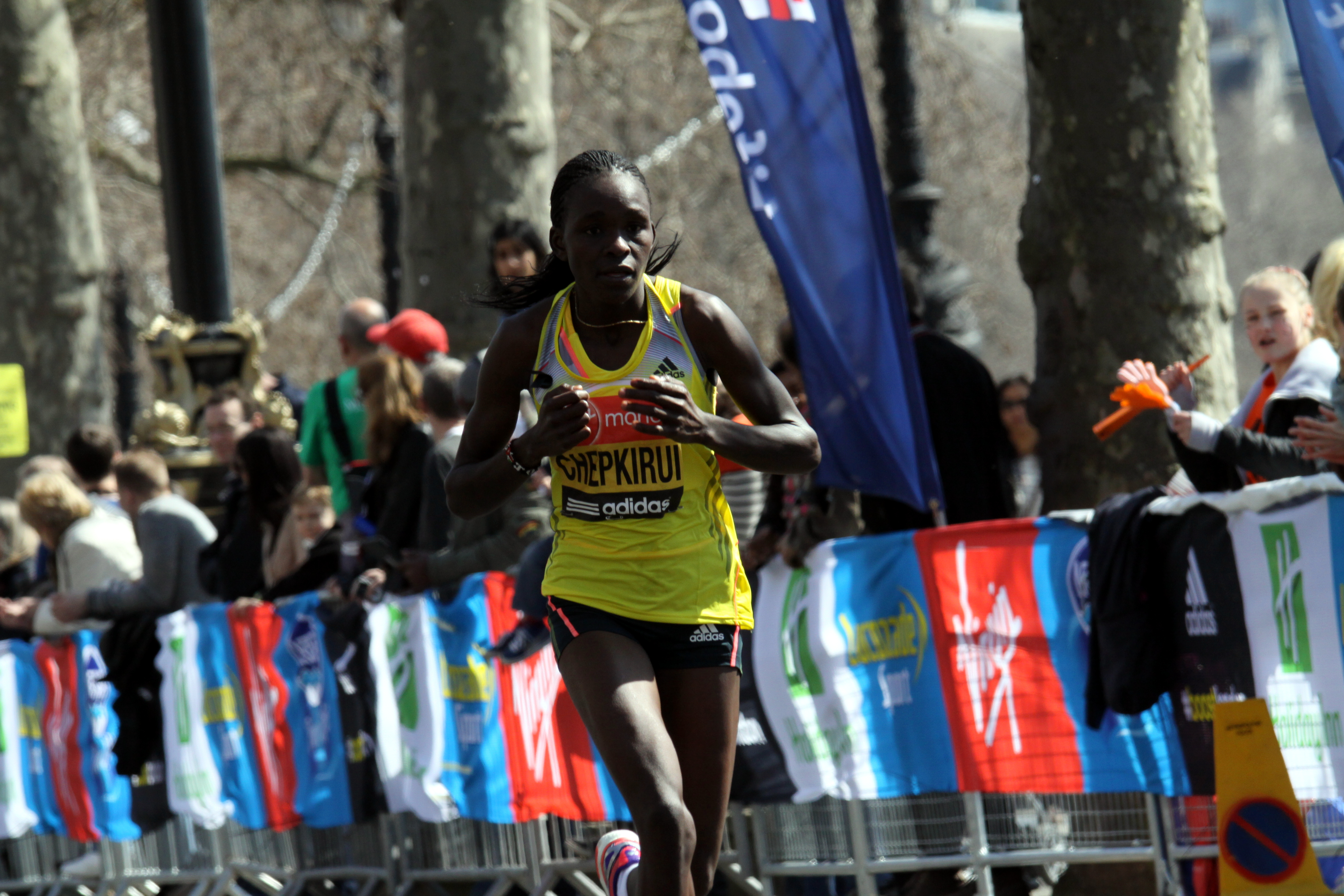
جويس في ماراثون لندن عام 2013

جويس جيبكيروي (بالإنجليزية: Joyce Chepkirui) (من مواليد 20 أغسطس 1988) عداءة كينية متخصصة في سباقات المسافات الطويلة على الطرق و سباقات الماراثون. بدأت بالمنافسة في سباقات النصف الماراثون بفوزها في سباقات في جرانويرس، بوغوتا وغوتنبرغ. أسرع وقت لها في سباقات النصف ماراثون هو (01:06:19) في نصف ماراثون براغ 2014. كما شاركت في سباقات الطرق لل10000م.
بدأت جويس جيبكيروي المنافسة في البلاد في عام 2012، وفازت في العديد من المناسبات الكينية والأفريقية. كما أنها تنافست على مستوى الأكثر من 1500 متر، وكانت صاحبة الميدالية الفضية في ألعاب عموم أفريقيا عام 2011.

## روابط خارجية
- جويس جيبكيروي على موقع الاتحاد الدولي لألعاب القوى (الإنجليزية)
- جويس جيبكيروي على موقع أوليمبيديا (الإنجليزية)
- جويس جيبكيروي على موقع اتحاد ألعاب الكومنولث (مؤرشف) (الإنجليزية)